# Rundgang Innenhafen Duisburg

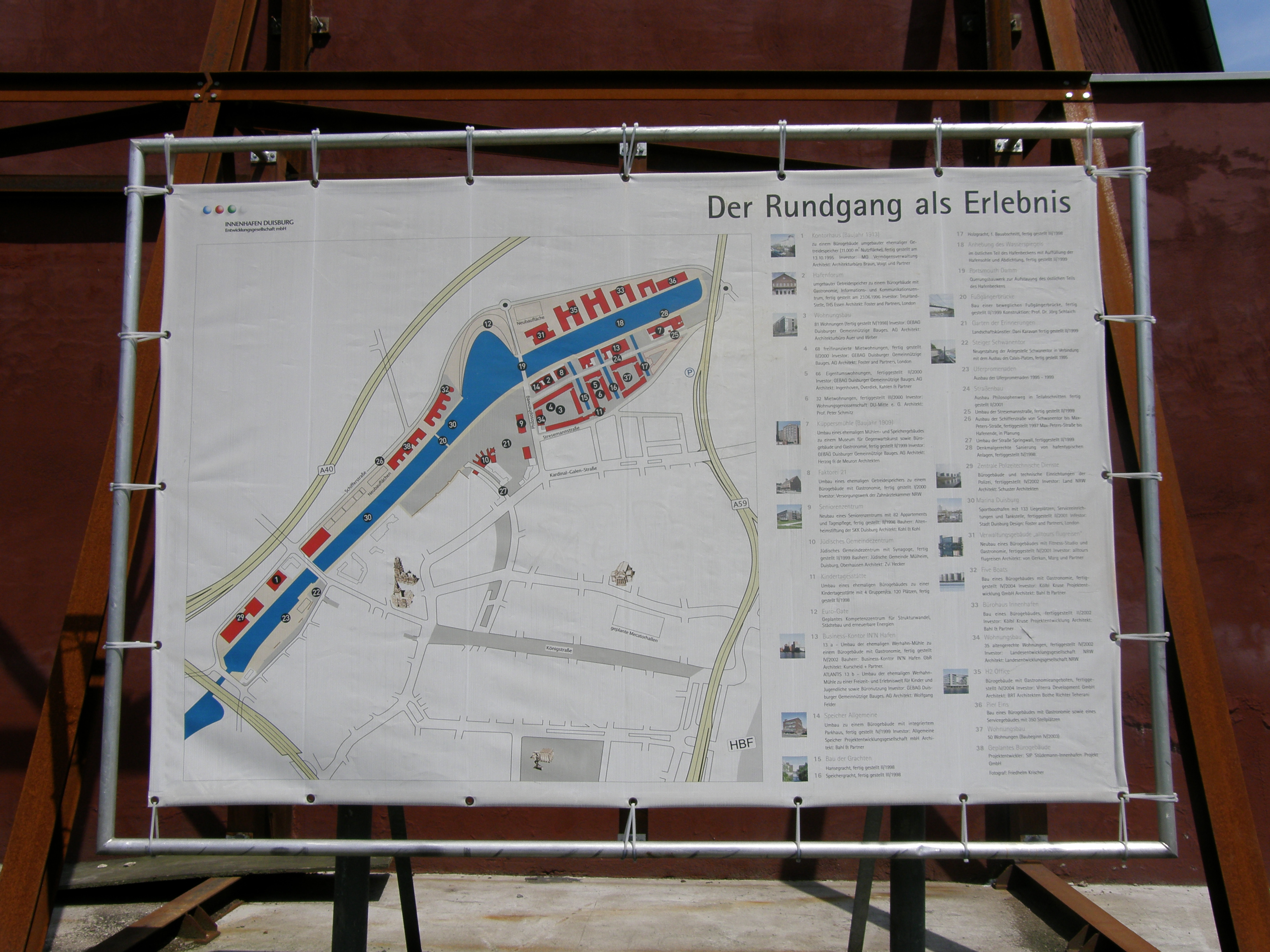
Der Plan der Entwicklungsgesellschaft:
„Rundgang als Erlebnis“ mit dem Stand von 2004.

Der Innenhafen ist ein städtebauliches Projekt in Duisburg.
Er umfasst in einer Fläche von 89 Hektar das eigentliche Hafenbecken und die umliegende Bebauung, begrenzt im Osten durch die A 59, im Süden durch die Straßen: Stresemannstraße, Philosophenweg, Stapeltor, Springwall, Am alten Wehrgang, Hafenpromenade, Uferstraße, im Westen durch das Marientor und im Norden durch Schifferstraße, Am Innenhafen und die Eisenbahnstrecke.
Entwickelt wurde er ab 1990 durch den Masterplan von Foster + Partners, London, der Kaiser Bautechnik, Duisburg, der Landesentwicklungsgesellschaft NRW (LEG) und der Düsseldorf/Treuhandstelle GmbH, Essen.
Die erste Ausbaustufe erfolgte zunächst im Rahmen der Internationalen Bauausstellung (IBA) Emscher Park, in den weiteren Jahren durch Einzelaufträge. Seit 2008 gibt es den Masterplan 2, wiederum unter Beteiligung von Sir Norman Foster, der auch die Innenstadt von Duisburg betrifft.
Träger der Maßnahmen ist die 1993 gegründete Innenhafen Duisburg Entwicklungsgesellschaft mbH (IDE).
Viele der Objekte gehören zur Route der Industriekultur, Themenroute 1: Duisburg: Stadt und Hafen.
In der Liste sind die Gebäude, Brücken und anderen Bauobjekte im Uhrzeigersinn aufgezählt, beginnend in der südöstlichen Ecke des Innenhafens. Die Nummerierung stimmt nicht mit dem Bild rechts überein (Grund: dort sind noch nicht alle Objekte aufgelistet).

## Liste
|    | Objekt                         | ursprüngliche Nutzung                                                           | Bj.  | heutige Nutzung | Bj.  |
| -- | ------------------------------ | ------------------------------------------------------------------------------- | ---- | --- | ---- |
| 1  | Küppersmühle                   | Mühle & Getreidespeicher                                                        | 1860 | Museum Küppersmühle für Moderne Kunst, Bank, Büroräume, Gastronomie                                                                                        | 1999 |
| 2  | Holzgracht                     | Straße                                                                          |      | Gracht, Wasserregulierung |      |
| 3  | Werhahnmühle                   | Mühle & Getreidespeicher                                                        | 1896 | 11.500 m² Mietfläche, Eigentümer Alltours Flugreisen, Museum (Legoland Discovery Centre Duisburg), Gastronomie                                             | 2002 |
| 4  | Speichergracht                 | Straße                                                                          |      | Gracht, Wasserregulierung, Wohnbebauung |      |
| 5  | Hansegracht                    | Straße                                                                          |      | Gracht, Wasserregulierung, Wohnbebauung |      |
| 6  | Kindertagesstätte Hansegracht  | Tabakfabrik Arnold Böninger                                                     | 1907 | Kindertagesstätte, Durchgang von Stresemannstraße zur Hansegracht                                                                                          | 1998 |
| 7  | Faktorei 21                    | Logistikgebäude der Firma Luis Windhorst                                        | 1900 | Büroräume, Gastronomie | 2000 |
| 8  | Hafenforum                     | Speichergebäude der Spedition Roters und Buddenberg                             |      | Sitz der Innenhafen Duisburg Entwicklungsgesellschaft mbH (IDE), Ausstellungsräume, Büroräume, Gastronomie                                                 | 1996 |
| 9  | Speicher Allgemeine            | Getreidespeicher der Allgemeine Speditions AG                                   | 1936 | Büroräume, integriertes Parkhaus (nur für Mitarbeiter) | 1999 |
| 10 | NF1 (Duisburg)                 |                                                                                 |      | Wohnbebauung, halböffentlicher Park mit Spielplatz |      |
| 11 | Portsmouth Damm                | Fähre                                                                           |      | Aufstauung des östlichen Hafenbeckens inkl. Ablassventil, Übergang Hafenbecken für Fahrzeuge und Fußgänger, Schacht für Versorgungsleitungen               | 1999 |
| 12 | Garten der Erinnerung          | Firmengelände Sparzentrale                                                      |      | Altstadtpark nach Plänen von Dani Karavan | 1999 |
| 13 | Seniorenzentrum am Innenhafen  | Firmengelände Sparzentrale                                                      |      | Seniorenzentrum der AWO |      |
| 14 | Sparzentrale                   | Dampfsägemühle, Kolonialwarenlager, Großhändler Sparzentrale                    | 1877 | Altstadtpark | 1999 |
| 15 | Haus Trinks                    | Firmengelände Trinks Getränkegroßhandel mit LKW-Wartungshallen                  |      | Galerie DKM, Stiftung DKM mit dem Nachlass des Bildhauers Ernst Hermanns, Büroräume der EarPort GmbH der beiden Komponisten Gerhard Stäbler und Kunsu Shim |      |
| 16 | Synagoge                       | Firmengelände                                                                   |      | Gotteshaus, Gemeindezentrum der Jüdischen Gemeinde Duisburg-Mülheim/Ruhr-Oberhausen, gebaut nach den Plänen von Zvi Hecker                                 | 1999 |
| 17 | Ludwigsforum                   | Gelände der Firma ALS (Allgemeine Land- und Seetransport AG) von Hermann Ludwig |      | Altstadtpark | 1999 |
| 18 | Buckelbrücke                   |                                                                                 |      | Übergang für Fußgänger und Radfahrer, Durchlass für Schiffe zur Marina                                                                                     | 1999 |
| 19 | Stadtmauer                     | Stadtbefestigung                                                                |      | 670 m erhaltene Stadtmauer als Grenze zwischen Altstadt und Wasserviertel                                                                                  |      |
| 20 | Hafenbeckenkante               |                                                                                 |      | Uferpromenade | 1999 |
| 21 | Roter Getreidesilo             | Getreidespeicher der Duisburger Mühlen AG                                       | 1959 | Stadtarchiv Duisburg | 1982 |
| 22 | Kleiner Kampfmeyer-Speicher    |                                                                                 | 1890 | Kultur- und Stadthistorisches Museum Duisburg, Museum Stadt Königsberg                                                                                     | 1991 |
| 23 | Schwanentor, Schwanentorbrücke | Stadttor, Brücke                                                                |      | Übergang Hafenbecken für Fahrzeuge und Fußgänger, Durchlass für Schiffe                                                                                    |      |
| 24 | Steiger Schwanentor            |                                                                                 |      | Schiffsanleger |      |
| 25 | Marientor                      | Stadttor, Brücke, Sperrwerk                                                     |      | Übergang Hafenbecken für Fahrzeuge und Fußgänger, Durchlass für Schiffe, Sperrschleuse gegen den Rhein                                                     |      |
| 26 | Polizeitechnische Dienste      |                                                                                 |      | Dienstgebäude des Landesamtes für Zentrale Polizeiliche Dienste NRW                                                                                        | 2002 |
| 27 | Kontorhaus Duisburg            |                                                                                 | 1889 | Büroräume | 1995 |
| 28 | RWSG-Speicher                  |                                                                                 | 1930 | zukünftig: Landesarchiv Nordrhein-Westfalen (in Bau) | 2010 |
| 29 | Zollamt                        |                                                                                 |      | Hauptzollamt Duisburg |      |
| 30 | Hitachi Power Office           | Koch & Co Getreidelagerei                                                       | 1894 | Zentrale der Hitachi Power Europe | 2007 |
| 31 | Five Boats                     |                                                                                 |      | Büroräume Betriebskrankenkasse Novitas Vereinigte BKK, Einzelhandel und Gastronomie im Erdgeschoss                                                         | 2004 |
| 32 | Marina Duisburg                | Clubhaus der Marinekameradschaft Duisburg                                       | 1978 | Yachthafen | 2001 |
| 33 | Holzhafen                      | Sammelplatz für Holzflöße                                                       | 1870 | Stufenpromenade (fertig), Eurogate (geplant, jetzt Curve)                                                                                                  |      |
| 34 | Verwaltungsgebäude „All Tours“ |                                                                                 |      | Büroräume der Alltours, Fitnessclub, Gastronomie | 2001 |
| 35 | Looper                         |                                                                                 |      | Büroräume | 2009 |
| 36 | H2 Office                      |                                                                                 |      | Büroräume, Gastronomie, Erweiterung in Planung | 2004 |
| 37 | Bürohaus Innenhafen            |                                                                                 |      | Büroräume | 2002 |
| 38 | Pier 1 Bürogebäude             |                                                                                 |      | Büroräume | 2005 |
| 39 | Pier 1 Parkhaus                |                                                                                 |      | Parkhaus, Einzelhandel, Fitnessstudio und Gastronomie im Erdgeschoss                                                                                       | 2005 |
| 40 | Parkplatz unter der A 59       |                                                                                 |      | öffentlicher Parkraum, ca. 500 Plätze |      |